# 清水市
清水市（しみずし）は、静岡県中部（駿河国）にかつて存在した市。現在の静岡市清水区の大半で、旧蒲原町および旧由比町を除いた部分に当たる。特例市に指定されていた。
2003年4月1日、静岡市（〜2003年3月）との合体合併（新設合併）により、現在の静岡市（2003年4月〜）の一部となった。静岡市と清水市を合わせて静清〈せいしん、せいせい〉という呼称があり、それから静清合併と呼ぶことがある。

## 概要
日本平の東麓に位置し、富士山を望む港町である。清水地区は天然の良港である折戸湾を持ち、古くから海運中継地として発展した。一方、江尻地区は東海道江尻宿の宿場町として発展した。
本市出身の漫画家さくらももこ原作の漫画『ちびまる子ちゃん』の舞台として有名である。また日本では『サッカー王国』としてサッカーが盛んな地域としても知られ、Jリーグ草創期には「日本のブラジル」とも呼ばれた。
羽衣伝説で知られ、旧静岡市と合併後の2013年に世界文化遺産に登録された、『三保の松原』を抱える都市でもある。

## 地理

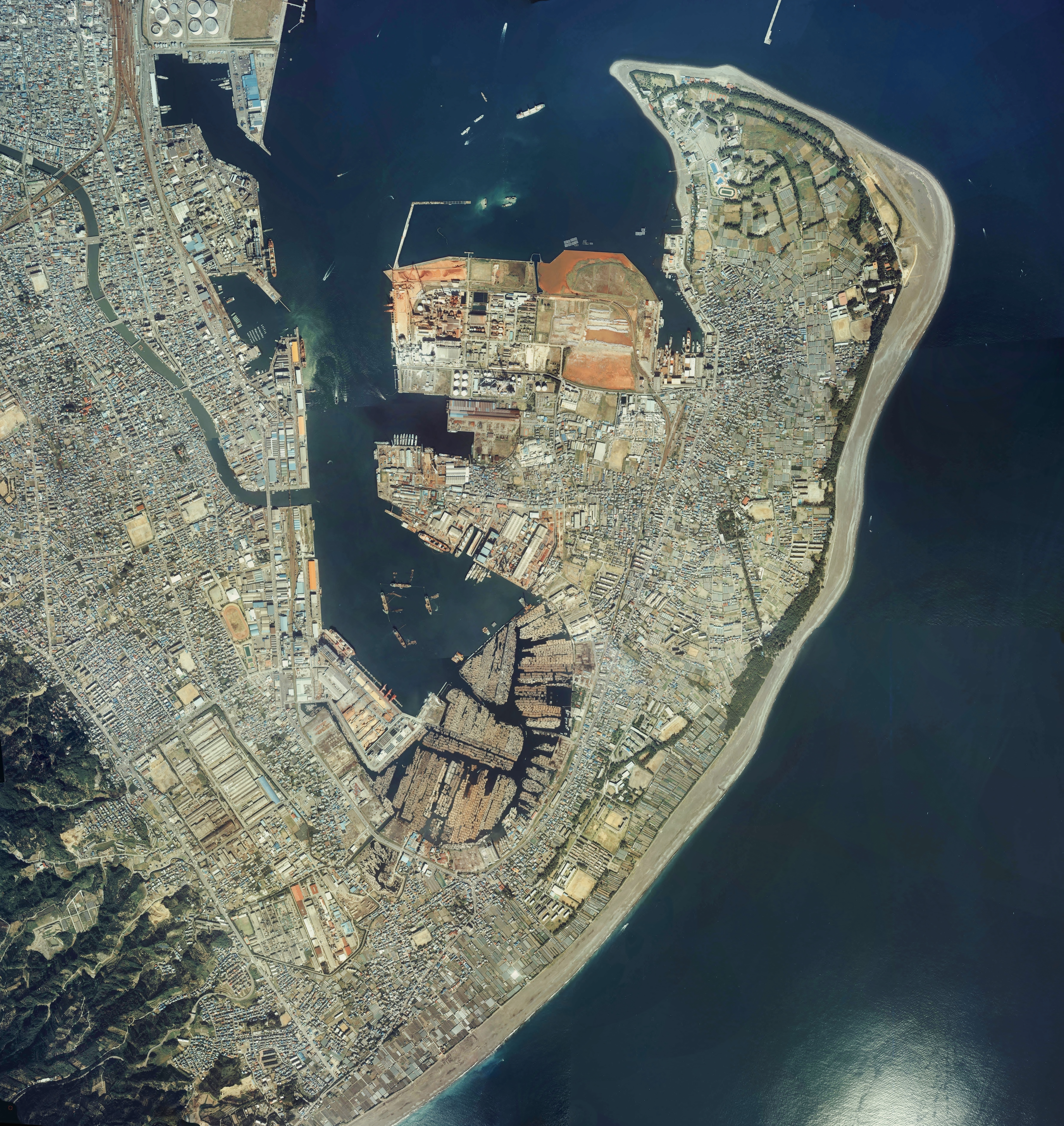
清水港周辺の空中写真。1983年撮影の12枚を合成作成。
。

駿河湾岸に位置し、平野部から山間部まで広い地域を占める。富士山の眺望が良く、「富士山と太平洋」の絵画や写真は、清水港とセットとなっている物が多く見られる。また、東の横浜に比較的近い点から、特に港湾・観光・娯楽の面では、横浜と対比されることもある。
- 川：巴川、興津川
- 高地：日本平
- 港湾：清水港、駿河湾、折戸湾
- 海浜：三保の松原

### 地域
市域が広いので、鉄道駅を基準にした地域ごとに見る場合もある。
- 中心市街地（清水駅周辺）
- 興津（東部）
- 草薙（西部：旧静岡市との境界付近）

## 姉妹都市・友好都市・提携都市

### 日本国外
- ストックトン市（アメリカ カリフォルニア州）
- 城南市（大韓民国 京畿道）

### 日本国内
- 上越市（新潟県）
- 室蘭市（北海道）
- 佐久市（長野県）

### 姉友好港湾・姉妹港湾
- 中国 山東省青島港 1984年4月、清水港と友好港湾提携
- アメリカ合衆国 ジョージア州サバンナ港 1986年10月27日、清水港と姉妹港提携

## 歴史

### 古代
清水市域に人々が住み始めたのは、1万年以上前であったと言われており（縄文前期にはすでにムラが形成されていたことが庵原の大乗寺平遺跡の出土遺物から立証されている）、5世紀ごろには大集落「イホハラの国」が出現している。
律令制が確立する前は、廬原国造廬原氏が治める廬原国の国衙が置かれ、駿河の国の中心寺も又庵原にあり（尾羽廃寺）、現在の静岡県中部地域の中心であった。なお、日本書紀には663年朝鮮「白村江の戦い」に当地から廬原君臣に率いられた万余の健児（兵士）が出港して行ったことが記述されている。また、日本武尊の伝説につながる草薙神社や三保松原の御穂神社が、平安時代の延喜式に記載されている。

### 鎌倉〜江戸時代
承久の乱や梶原景時討滅等の戦功により、清水武士団の勢威拡大。吉川氏は西遷。
今川氏の領国を経て、甲斐武田氏により駿河が領国化されると、武田氏の水軍基地になる。
江戸時代には江尻に東海道江尻宿が置かれる一方、清水湊は西国の赤穂の塩等を江戸へ送る中継基地としての役割を担うと共に、富士川舟運を通じた信濃・甲斐方面からの廻米輸送基地として栄えた。

### 明治から第二次世界大戦まで

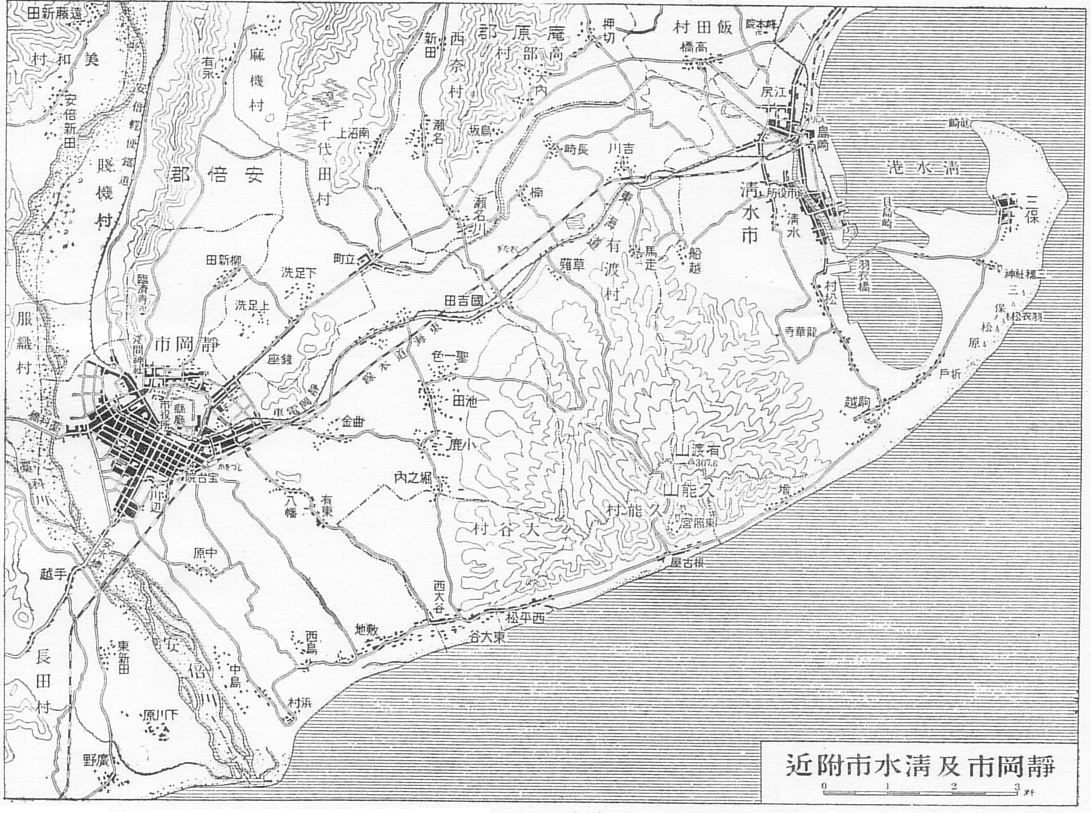
1930年頃（昭和初頭）の清水市の地図。

- 1868年（明治元年）：旧幕府軍咸臨丸が補修のため清水港に停泊中、官軍に襲われ旧幕府軍乗組員は全員死亡。遺体が清水港に浮かぶが官軍の威を恐れて誰も手をつけなかった。これを清水次郎長一家が「死ねば仏」と言って、遺体を引き上げ葬った（壮士の墓）。
- 1869年：片平信明、村再生のため庵原に日本初の夜学校を開校。
- 1889年2月1日：東海道本線が開通し、江尻駅（現清水駅）が開設される。
- 1889年10月1日：町村制施行に伴い、有渡郡に清水町・入江町・不二見村・三保村が発足、庵原郡に江尻町が発足した。
- 1893年4月9日：江尻町から辻村が分立する。
- 1896年4月1日：有渡郡が廃止され、安倍郡に編入される。
- 1899年：清水港が貿易港の指定を受ける。
- 明治中期〜昭和前期：三保は砂地で農業に不適な土地であったため、当地から多くの人間が仕事を求めて、アメリカ合衆国に移民として渡米した。
- 1912年：日本初の鉄筋コンクリート製灯台（清水灯台、日本の近代化産業遺産）初点灯。
- 1912年：桜の苗木を興津農事試験場にて育苗、アメリカ合衆国の首都ワシントンD.C.に贈る。※前回贈呈した、他所の苗木は害虫多く米国で全て焼却された。興津では日本の名誉をかけ、熊谷技師達が接ぎ木、施肥、除草など精魂をこめた結果、健全な苗が作られた。
- 1918年8月1日：辻村が町制を施行し、辻町となる。
- 1924年1月13日：安倍郡入江町が庵原郡江尻町・辻町を編入する。
- 1924年2月11日：清水町、入江町、不二見村、三保村が合併し、面積25.34 km²、人口約43,000人の清水市となった。全国で第101番の市制施行。
- 1930年5月29日：昭和天皇が静岡県内を行幸。清水市内は清水港や豊年製油清水工場を視察[4]。
- 1935年7月11日：静岡地震が発生。市内の建物の多くが倒壊して多数の死傷者が多く出た。清水港では3000トン級の岸壁が崩壊。清水魚市場や製氷倉庫も倒壊した[5]。
- 1939年〜：日本軽金属、東亜燃料、日立製作所等々の軍事工場が次々に進出。
- 1940年：最後の元老西園寺公望が興津坐漁荘にて死去。
- 1943年：清水高等商船学校設立。戦後商船大学となり、1957年に東京へ移転、東京商船大学となった。
- 1945年7月7日：清水大空襲。同月30日夜半から31日未明、アメリカ海軍駆逐艦の艦砲射撃。

### 第二次世界大戦後
- 1946年6月17日：昭和天皇の戦後巡幸。市内の東洋製罐、日本軽金属工場などを訪問[6]。
- 1950年：毎日新聞社主催の観光地百選において、日本平が平原の部全国第1位となる。
- 1952年2月1日：清水港が特定重要港湾に指定される。
- 1953年：PL教本部、大阪府富田林市へ移転。
- 1954年2月11日：庵原郡飯田村を編入する。
- 1954年4月1日：庵原郡高部村を編入する。
- 1955年4月1日：安倍郡有度村を編入する。
- 1957年（昭和32年）10月26日 - 第12回国民体育大会開催に合わせて昭和天皇、香淳皇后が行幸啓。缶詰工場、清水港を視察[7]。
- 1958年4月1日：旧有度村のうち中吉田・平沢・谷田の一部・中之郷の一部が分離し、静岡市に編入される。
- 1959年：ストックトン市（アメリカ合衆国カリフォルニア州）と姉妹都市提携
- 1959年10月16日：市歌「我らの港」を制定。
- 1961年6月29日：庵原郡興津町、袖師町、庵原村、小島村、両河内村を編入する。
- 1961年：商船大学の跡地に清水海員学校設置、後、海上技術短期大学校と改称。
- 1967年9月13日：高波により興津東町で国道1号の路面が陥没、51時間にわたり通行不能となった。大渋滞が市内にも及び交通が混乱する[8]。
- 1969年4月25日：東名高速道路清水IC開通。
- 1974年7月7日：集中豪雨（七夕豪雨）が発生、土砂災害や河川の氾濫により市内に甚大な被害。県が清水市に災害救助法を適用[9]
- 1993年1月1日：中之郷・谷田・草薙の一部が分離し、静岡市に編入される。
- 1993年：Jリーグが開幕。清水エスパルスが参戦。
- 1996年：次世代エネルギーLNGの受け入れ基地が操業。
- 2001年4月1日：特例市となる。
- 2002年：駿河湾フェリー（清水港〜西伊豆・土肥港）就航
- 2003年：三大港湾（京浜、阪神、名古屋）に次いで大水深岸壁（-15m）を供用。
- 2003年4月1日：旧静岡市との新設合併に伴い廃止。改めて静岡市が発足。
- 2005年4月1日 - 静岡市が政令指定都市に指定されたのに伴い、旧清水市のほぼ全域が清水区となる。

## 行政

### 歴代市長
1. 大島要蔵 （1924.7.7 - 1925.9.9）
2. 山田勝四郎（1926.1.13 - 1929.3.8）
3. 塩原時三郎（1929.10.12 - 1932.2.22）
4. 大石恵直 （1932.3.18 - 1937.6.14）
5. 山田勝四郎（1937.7.11 - 1946.11.13）
6. 山本正治 （1947.4.6 - 1955.4.7）
7. 鈴木平一郎（1955.4.30 - 1959.4.30）
8. 稲名徹 （1959.5.1 - 1960.7.22）
9. 稲名亀造 （1960.9.15 - 1964.9.12）
10. 池上善作 （1964.9.13 - 1965.7.6）
11. 佐藤虎次郎（1965.8.20 - 1977.8.19）
12. 稲名嘉男 （1977.8.20 - 1985.8.19）
13. 宮城島弘正（1985.8.20 - 2003.3.31）

## 経済
農業・工業・商業の三面がそろった都市として、一部の地理教科書で採り上げられたこともある。

### 第一次産業
みかんの生産が知られるが、日本平界隈や山間部では緑茶の農地も多く見られる。清水港は、鮪の輸入日本一で知られ、緑茶の輸出も行われている。また、バラの生産量はかつて日本一であった。

### 工業
臨海部の大企業は戦時中は軍需工場であったが戦後はその技術を引き継ぐ民生品製造工場として残っている。昭和20 - 30年代にはさらに各種工場が建設され、清水の工業生産高は一時県下一を誇ったが、産業構造の変化によりその地位を失った。
また、江尻漁港を抱え「魚の缶詰」などの食品工場も立地しているが、その割合はごく小さい部分を占めるにすぎない。なお、全体の工業生産高は一時の底を脱し近年は微増に転じている。

### 窯業
清水市一帯で作られた瓦は「清水瓦」のブランドで流通している。第二次世界大戦後は、戦災や大型台風被害からの復興に伴い屋根瓦の需要が急増。1950年には200余の工場で月産150万枚が生産され、静岡県内はもとより関東地方や関西地方まで出荷するなど、一時は三州瓦（愛知県）、石州瓦（島根県）、淡路瓦（兵庫県）に日本三大生産地に匹敵する規模となったが、高度成長期に差し掛かると煤煙問題が生じたこと、豪雨により窯が水没する被害を受けるなど産地としての条件は悪化、生産量は減少した。

### 商業
清水駅を軸に商店街が形成されているが、現在は郊外型大規模店が多く進出しており、中心部は現在劣勢である。清水駅前に存在した、花菱百貨店（1964年から1972年まで存在）をはじめ、長崎屋、丸井、セイフー、ダイエー、西友等の商業施設が閉店し現存しない。
静清合併時には、東静岡駅界隈に中枢機関を移転する構想が持ち上がっており、この際には清水市街地、静岡市街地と列ぶ第三極が形成されるため、静岡市街地と共に衰退を危ぶむ声も出ていた。

### 本社を置いた主な企業
- 鈴与（物流）
- はごろもフーズ
- 清水銀行
- 戸田書店
- 協和医科器械（医療機器卸売）
- セイリン（医療器具）
- アイエイアイ（略称：IAI、産業用ロボット）

- 靜甲（産業機械、ペットボトル）
- 駿河精機（精密金型部品）
- かつ好（とんかつ・コロッケの通信販売）
- どんどん（弁当販売）
- 大鐘（うどん・そば「鐘庵」等）
- 清和海運
- システムオリジン（タクシー専門システム）

## スポーツ
日本で五指に入る「サッカー王国」として有名であり、Jリーグチームの清水エスパルスのホームタウン（本拠地）である。市内の小中学校やグラウンドには、夜間照明が整備されており、長期に渡ってインフラ面を整備して来たことが特徴である。
後に「清水東三羽烏」と呼ばれた長谷川健太・堀池巧・大榎克己の三人を擁した清水FCが、全日本少年サッカー大会で全国優勝している。1987年から、毎年8月には、清水カップと題した全国少年少女草サッカー大会も開かれている。
しかし、2000年頃からは、清水をはじめとする静岡県中部勢の全国大会における低迷、エスパルスの低迷など、明るい材料が少ない。2005年に長谷川健太がエスパルス監督となり、再建に乗り出している。

## 観光

### イベント
- 清水七夕まつり
- 清水みなと祭り
- 羽衣まつり

### 観光地
- 日本平 日本武命（やまとたけるのみこと）の名を残し、富士山・三保の松原の絶景を望む丘陵地
- 三保の松原（日本三大松原）
- 龍華寺（高山樗牛ゆかりの寺）
- 鉄舟寺（山岡鉄舟ゆかりの寺）
- 梅陰寺（清水次郎長墓）
- 末廣（清水次郎長の経営した船宿。復元）
- エスパルスドリームプラザ
- 清水市日本平運動公園球技場（現・IAIスタジアム日本平）
- 清水ナショナルトレーニングセンター（通称J-STEP）
- 船越堤公園（桜の名所）
- 西里温泉
- 清水市民文化会館（静岡市清水文化センターを経て閉館　※創価学会の施設が「清水文化会館」という名称であるため、改名した。）
- 三保文化ランド（東海大学社会教育センター内、現在は閉園）
- 清見寺（起源は7世紀ころと言われる。朝鮮通信使ゆかりの寺）
- 坐漁荘（西園寺公望の別荘）
- 薩埵峠（）
- 独立行政法人農業・食品産業技術総合研究機構 果樹研究所カンキツ研究興津拠点（旧農商務省農事試験場園芸部）
  - 日米友好のため旧東京市からアメリカ合衆国に贈られワシントンD.C.のポトマック川畔に植えられた桜の育苗地。贈られた桜の兄弟桜やアメリカ合衆国から返礼に贈られたアメリカヤマボウシ（ハナミズキ）が現存する。）

### 博物館
- 東海大学海洋科学博物館
- 東海大学自然史博物館
- 清水港湾博物館
- フェルケール博物館
- 清水視聴覚ライブラリー

### 土産
- 追分羊羹
- 緑茶
- アマンド娘

## 交通

### 鉄道
中心駅：清水駅

#### 路線
東海旅客鉄道東海道本線
興津駅 - 清水駅 - 草薙駅
興津駅 - 清水駅間に、臨時乗降場の袖師駅が一時存在した。（1971年10月1日廃止）
日本国有鉄道清水港線
清水駅 - 清水埠頭駅 - 巴川口駅 - 折戸駅 - 三保駅
1984年4月1日廃止。廃止時点では旅客列車が1日1往復であった。
静岡鉄道静岡清水線
新清水駅 - 入江岡駅 - 桜橋駅 - 狐ヶ崎駅 - 御門台駅 - 草薙駅 - 県立美術館前駅
静岡鉄道清水市内線
港橋駅 - 万世町駅 - 市役所前駅 - 清水駅前駅 - 辻町駅 - 秋葉道駅 - 西久保駅 - 愛染町駅 - 嶺駅 - 鈴木島駅 - 袖師駅 - 横砂駅　
路面電車で一部専用軌道。1974年7月7日休止、1975年3月22日廃止。

### バス
- 静岡鉄道→しずてつジャストライン
- 富士急行→富士急静岡バス - 富士市からの路線が興津地区へ乗り入れていた

### 道路
道路元標：清水駅前交差点

#### 路線
- 東名高速道路 - 清水IC
- 国道1号
- 国道52号
- 国道149号
- 国道150号

### 港湾
- 清水港

## 学校
高等学校以上のみを掲載する。小学校および中学校は「清水区」を参照すること。

### 高等学校

#### 公立
- 静岡県立清水東高等学校
- 静岡県立清水西高等学校
- 静岡県立清水南高等学校
- 静岡県立清水工業高等学校
- 清水市立商業高等学校（通称「清商」、現・静岡市立清水桜が丘高等学校）

#### 私立
- 清水国際高等学校
- 東海大学付属翔洋高等学校
- 静岡星美高等学校（現・静岡サレジオ高等学校）

### 大学
- 東海大学（海洋学部・人文学部）
- 国立清水海上技術短期大学校

## 清水を舞台にした作品
一部、関連作品、合併以降の作品も含む。
- ちびまる子ちゃん（さくらももこ）
- トライアルかおる!（山本よしふみ）
- ピンチランナー（撮影協力）
- ゴジラ・モスラ・キングギドラ 大怪獣総攻撃
- ビー・バップ・ハイスクール（きうちかずひろ） - 当作品は、清水が舞台になったのではなく、作者のイメージする風景が清水周辺だったことから、撮影地に選ばれた。舞台設定は、東京近郊の中都市である。
- クレージーの無責任清水港
- クレージーの殴り込み清水港
- 西部警察 PART-II 第10話　大追跡　静岡市街戦！　静岡　前編 (三保の造船所・日本平でロケ)
- もっとあぶない刑事 第18話 魅惑・第21話 傷口
- 心のプラカード (AKB48) のMVロケ - 次郎長通り商店街
- ハルチカシリーズ